# Cầu diệp dày
Cầu diệp dày (danh pháp hai phần: Bulbophyllum crassipes) là một loài phong lan. Loài này phân bố ở Ấn Độ, Myanma, Trung Quốc, Lào, Việt Nam, Malaysia.

## Hình ảnh

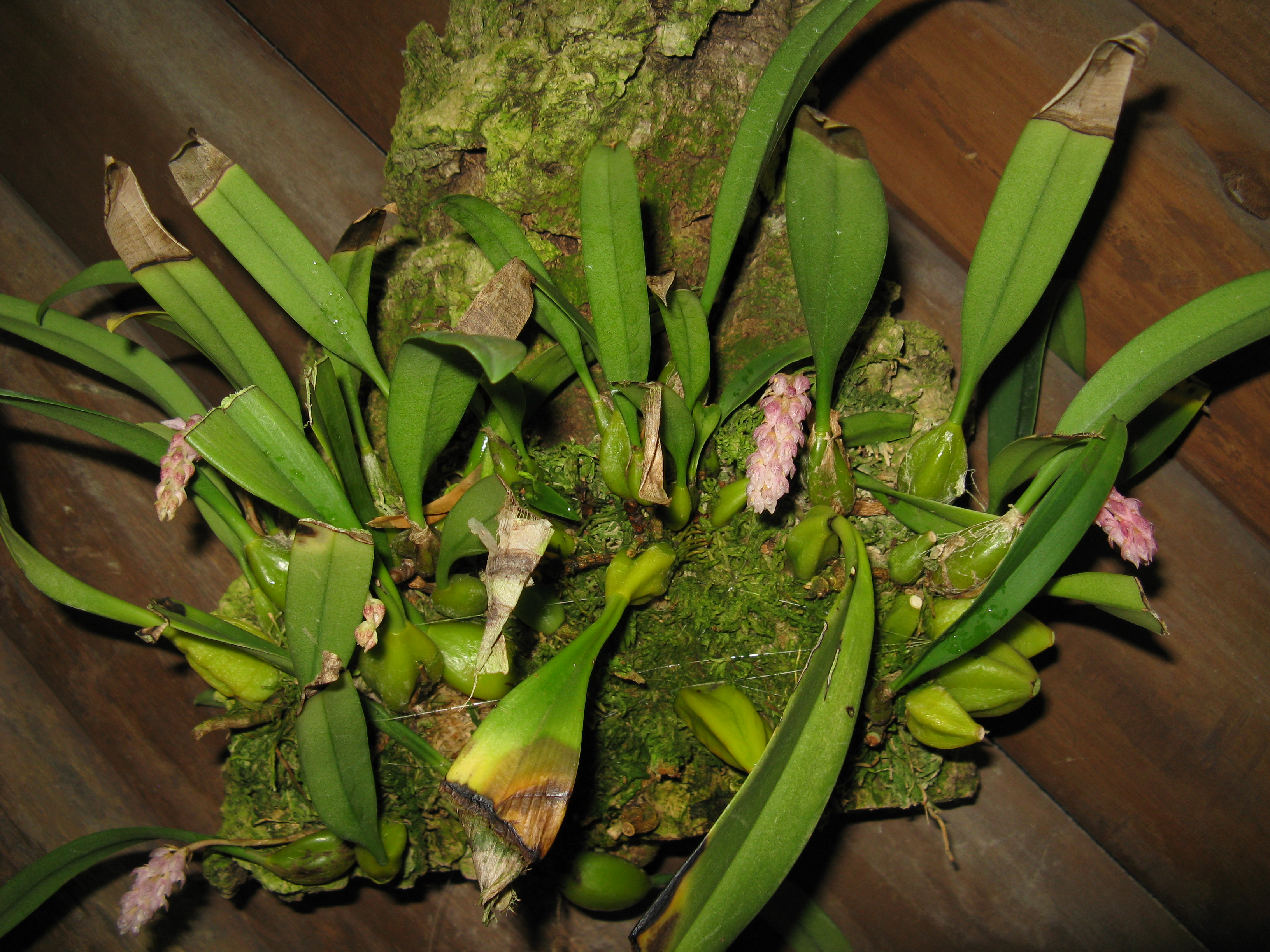
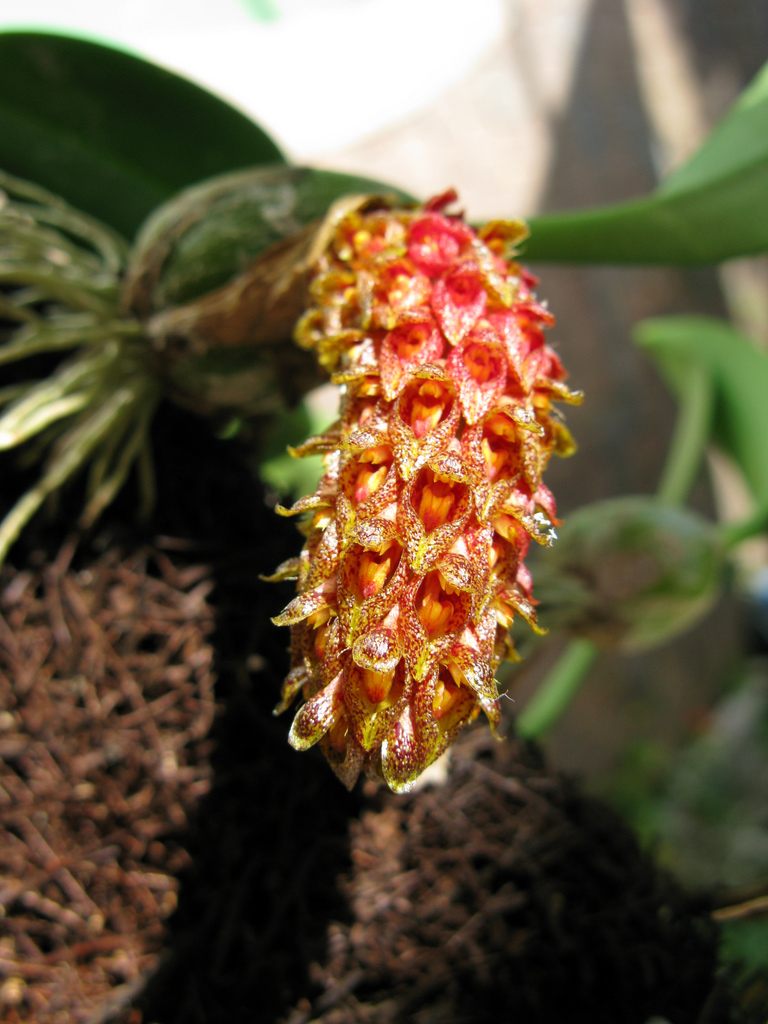